# Labus interstitialis
Labus interstitialis är en stekelart som först beskrevs av Cameron.  Labus interstitialis ingår i släktet Labus och familjen Eumenidae. Inga underarter finns listade i Catalogue of Life.